# 1819 Laputa
1819 Laputa је астероид главног астероидног појаса. Приближан пречник астероида је 48,92 km,
а средња удаљеност астероида од Сунца износи 3,141 астрономских јединица (АЈ).
Инклинација (нагиб) орбите у односу на раван еклиптике је 23,890 степени, а орбитални период износи 2034,006 дана (5,568 година). Ексцентрицитет орбите астероида износи 0,224.
Апсолутна магнитуда астероида износи 10,20 а геометријски албедо 0,061.
Астероид је откривен 9. августа 1948. године.